# Ağbil
Ağbil là một ngôi làng và đô thị ở vùng Quba của Azerbaijan. Có dân số là 959 người.